# St. John, Kansas
St. John är administrativ huvudort i Stafford County i Kansas. Orten har fått sitt namn efter politikern John St. John. Enligt 2010 års folkräkning hade St. John 1 295 invånare.

## Kända personer från St. John
- Bob Hantla, utövare av amerikansk och kanadensisk fotboll